# (31584) Emaparker
1999 FG31 (asteroide 31584) é um asteroide da cintura principal. Possui uma excentricidade de 0.05715870 e uma inclinação de 7.50350º.
Este asteroide foi descoberto no dia 19 de março de 1999 por LINEAR em Socorro.